# Frost/Nixon
Frost/Nixon é um filme franco-britano-estadunidense de 2008, do gênero drama histórico, dirigido por Ron Howard com roteiro de Peter Morgan baseado em sua peça homônima, que dramatiza as entrevistas concedidas em 1977 pelo então presidente dos Estados Unidos Richard Nixon ao jornalista britânico David Frost. 
A versão para o cinema foi produzida por Brian Grazer, Tim Bevan e Eric Fellner para a Universal Pictures. 
Recebeu 5 indicações[carece de fontes?] ao Oscar 2009: Melhor Filme, Melhor Diretor, Melhor Ator (Frank Langella, no papel de Nixon), Melhor Roteiro Adaptado e Melhor Montagem.

## Elenco
| Papel            | Ator / Atriz        |
| ---------------- | ------------------- |
| Richard Nixon    | Frank Langella      |
| David Frost      | Michael Sheen       |
| Jack Brennan     | Kevin Bacon         |
| Bob Zelnick      | Oliver Platt        |
| James Reston Jr. | Sam Rockwell        |
| John Birt        | Matthew Macfadyen   |
| Caroline Cushing | Rebecca Hall        |
| Pat Nixon        | Patty McCormack     |
| Swifty Lazar     | Toby Jones          |
| Diane            | Kate Jennings Grant |
| Frank Gannon     | Andy Milder         |
| Davis            | Clint Howard        |

Nas cenas de festas, aparecem figurantes como personalidades americanas da época (1977), tais como Diane Sawyer, Tricia Nixon Cox, Michael York, Hugh Hefner, Gene Boyer (ele mesmo, um piloto de helicóptero), Raymond Price, Ken Khachigian, Sue Mengers e Neil Diamond.

## Sinopse
A história do filme começa quando uma série de novos documentos provam a participação de Richard Nixon no Escândalo de Watergate e o levam ao discurso de renúncia da Presidência dos Estados Unidos em 1974. Pouco depois, o apresentador britânico David Frost, ao terminar seu programa de variedades realizado na Austrália, assiste Nixon deixar a Casa Branca, após a renúncia. Nesse momento, Frost tem a ideia da entrevista com Nixon e discute a possibilidade com seu amigo e produtor John Birt, argumentando que mais de 400 milhões de pessoas no mundo assistiram ao discurso de renúncia.
Durante a sua inatividade na residência californiana de "La Casa Pacifica" em San Clemente, Nixon passa por uma crise de flebite e depois discute a publicação de suas memórias com o agente literário Irving "Swifty" Lazar. Lazar conta ao ex-presidente sobre a proposta de entrevista de Frost, que estaria disposto a pagar 500.000 mil dólares. As negociações fecham em 600.000, com US$ 200.000 adiantados. O ex-chefe de gabinete de Nixon e que continua como seu assistente, Jack Brennan, duvida que Frost consiga o restante do dinheiro, pois sabe que as grandes redes de televisão americana e os patrocinadores não acreditam na idéia e não investirão.
Frost resolve arcar com os custos da produção ele mesmo e recorre aos amigos e pequenos investidores para conseguir o dinheiro necessário, calculado em torno de 2 milhões de dólares. Ele chama para a equipe Bob Zelnick e James Reston Jr., este último um pesquisador e escritor de livros sobre Watergate. Reston menciona que pode conseguir informações inéditas para a entrevista e pede uma semana para ir a Washington, mas Frost não concorda.
As gravações para o programa começam e Nixon se mostra bastante astuto diante das pesadas perguntas de Frost, gastando o tempo em grandes monólogos e realçando seus feitos, como a política externa bem-sucedida e os acordos com a China e a União Soviética. Nixon acha que o programa será uma boa oportunidade de fazer ressurgir sua carreira política. Os assessores de Frost temem isso e querem que Nixon confesse sua participação no escândalo político. Nos dois primeiros programas Frost não consegue levar a melhor sobre o experiente político. E também não se prepara adequadamente, pois está preocupado em negociar com os patrocinadores e financistas.
Nas vésperas do último dia de gravação, Frost está insatisfeito com o resultado até ali e resolve estudar melhor as perguntas cujo tema será Watergate. Ele libera Reston para ir a Washington e esse consegue informações inéditas, como tinha dito.

## Ficção e pouca precisão
Muitos historiadores apontaram imprecisões nos fatos narrados no filme, incluindo os biógrafos de Nixon Jonathan Aitken e Elizabeth Drew. Aitken diz que o telefonema de um Nixon bêbado tarde da noite nunca aconteceu e que seria uma invenção do roteirista Peter Morgan.". Aitken lembra que "Frost não acuou Nixon durante a parte final da entrevista que teria causado uma danosa admissão de culpa. O que o presidente "confessou" sobre Watergate foi cuidadosamente preparado antes. E foi apenas com uma considerável ajuda e conselhos de sua equipe de adversários do ex-presidente que Frost conseguiu mais coisas de Nixon, na sequência de close ups, refreando a atitude feroz e adotando uma abordagem cavalheiresca."
David Edelstein do New York Magazine escreveu que o filme exagera na importância da entrevista de Frost.  Edelstein notou uma "edição seletiva, com o roteirista Morgan intencionando mostrar que Frost levou Nixon a admitir mais do que queria."
Elizabeth Drew do Huffington Post e autora de Richard M. Nixon notou a omissão de que Nixon recebeu 20% dos lucros com o programa de Frost. Drew disse que uma fala crítica do filme, quando  Nixon admite "...o envolvimento em um "acobertamento"", foi modificada pois na verdade o ex-presidente teria dito 'You're wanting to me to say that I participated in an illegal cover-up. No!'" ("Você espera que eu diga que participei de um acobertamento ilegal. Não!") 
Fred Schwarz, escreveu no National Review online: "Frost/Nixon é uma tentativa de usar a história (...), transformar em retrospectiva uma derrota em vitória. Mas acrescenta: Frost/Nixon é um bom trabalho de dramatização sobre as negociações e preparativos para a entrevista. Mas que a imagem de Frank Langella, como um Nixon com traços de Brezhnev, não levou a uma boa performance. E que a premissa fundamental do filme está errada.
Caroline Cushing Graham, em uma entrevista de dezembro de 2008, afirmou que a primeira viagem dela com Frost foi para assistir a luta de Muhammad Ali no Zaire, e que se conheciam cinco anos antes do que o mostrado no filme. E que, ao contrário do exibido, Frost usava um motorista para dirigir, pois estava sempre fazendo anotações para o programa.
Diane Sawyer disse em dezembro de 2008 que "Jack Brennan é interpretado como sendo um cara militarizado", tanto na peça como no filme, mas que na verdade ele era muito engraçado, irreverente e maravilhoso.

## Prêmios e indicações
| Prêmio                          | Indicações                                   | Resultado                   |
| ------------------------------- | -------------------------------------------- | --------------------------- |
| Globo de Ouro                   | Melhor Filme                                 | Indicado[carece de fontes?] |
| Globo de Ouro                   | Melhor ator (Frank Langella)                 | Indicado[carece de fontes?] |
| Globo de Ouro                   | Melhor diretor (Ron Howard)                  | Indicado[carece de fontes?] |
| Globo de Ouro                   | Melhor trilha musical original (Hans Zimmer) | Indicado[carece de fontes?] |
| Globo de Ouro                   | Melhor roteiro (Peter Morgan)                | Indicado[carece de fontes?] |
| Festival de Filmes de Las Vegas | Melhor Ator (Langella)                       | Venceu[carece de fontes?]   |
| Festival de Filmes de Las Vegas | Melhor diretor                               | Venceu[carece de fontes?]   |
| Festival de Filmes de Las Vegas | Melhor edição                                | Venceu[carece de fontes?]   |
| Festival de Filmes de Las Vegas | Melhor filme                                 | Venceu[carece de fontes?]   |
| Festival de Filmes de Las Vegas | Melhor roteiro                               | Venceu[carece de fontes?]   |
| Guia de Atores de Cinema        | Melhor Ator (Langella)                       | Indicado[carece de fontes?] |
| Guia de Atores de Cinema        | Melhor filme                                 | Indicado[carece de fontes?] |
| Academy Awards                  | Melhor Filme                                 | Indicado[carece de fontes?] |
| Academy Awards                  | Melhor ator (Langella)                       | Indicado[carece de fontes?] |
| Academy Awards                  | Melhor Roteiro Adaptado                      | Indicado[carece de fontes?] |
| Academy Awards                  | Melhor Diretor (Ron Howard)                  | Indicado[carece de fontes?] |
| Academy Awards                  | Melhor Edição                                | Indicado[carece de fontes?] |
| BAFTA                           | Melhor Filme                                 | Indicado[carece de fontes?] |
| BAFTA                           | Melhor Diretor                               | Indicado[carece de fontes?] |
| BAFTA                           | Melhor ator                                  | Indicado[carece de fontes?] |
| BAFTA                           | Melhor Roteiro Adaptado                      | Indicado[carece de fontes?] |
| BAFTA                           | Melhor Edição                                | Indicado[carece de fontes?] |
| BAFTA                           | Melhor maquiagem e penteados                 | Indicado[carece de fontes?] |